# Kiawentiio
Kiawentiio, född 28 april 2006 i Akwesasne, Ontario, är en kanadensisk skådespelare.
Kiawentiio har bland annat medverkat i TV-serierna Jag heter Anne och Avatar: The Last Airbender där hon spelar en av huvudkaraktärerna, Katara.

## Filmografi (i urval)
- 2019 – Jag heter Anne (TV-serie)
- 2024 – Avatar: The Last Airbender (TV-serie)